# Кунигунда фон Бранденбург-Кулмбах
Кунигунда фон Бранденбург-Кулмбах (на немски: Kunigunde von Brandenburg-Kulmbach; * 17 юни 1523, Ансбах, † 27 февруари 1558, Пфорцхайм) от род Хоенцолерн, е принцеса от Бранденбург-Кулмбах и чрез женитба маркграфиня на Баден-Дурлах.

## Живот
Тя е третата дъщеря на маркграф Казимир фон Бранденбург-Кулмбах (1481 – 1527) и съпругата му принцеса Сузана Баварска (1502 – 1543), дъщеря на Албрехт IV, херцог на Бавария, и съпругата му ерцхерцогиня Кунигунда Австрийска, дъщеря на император Фридрих III. 
След смъртта на баща ѝ майка ѝ се омъжва през 1529 г. за пфалцграф Отхайнрих от Пфалц-Нойбург († 1559).
Кунигунда се омъжва през 1551 г. в Нойщат ан дер Айш за маркграф Карл II фон Баден-Дурлах (1529 – 1577). След осъждането на брат ѝ Албрехт II Алкибиадес през 1554 г. тя го приема в своята резиденция в Пфорцхайм и той умира там на 8 януари 1557 г., една година преди нея.
Кунигунда умира на 27 февруари 1558 г. и е погребана в църквата "Св. Михаел" в Пфорцхайм. На 1 август 1558 г. Карл се жени втори път за Анна фон Велденц.

## Деца
Кунигунда и Карл II фон Баден-Дурлах имат децата:
- Мария (* 3 януари 1553, † 11 ноември 1561)
- Албрехт (* 12 юни 1555, † 5 май 1574)